# نحن عاجزون عن الدراسة
نحن عاجزون عن الدراسة (باليابانية: ぼくたちは勉強ができない، بالروماجي: Bokutachi wa Benkyō ga Dekinai) (بالإنجليزية: We Never Learn)‏ هي سلسلة شونن مانغا يابانية من تأليف ورسم تايشي تسوتسوي، نشرت من قبل شوئيشا في مجلة شونن جمب الأسبوعية، منذ 6 فبراير عام 2017، وتم جمع الفصول في 12 مجلد تانكوبون. أنتجت المانغا مسلسل أنمي تلفزيوني، عرض في 7 أبريل عام 2019 حتى 30 يونيو عام 2019، وتكون من 13 حلقة + 1 أوفا. وأعلن أنه سيتم عرض الموسم الثاني من الأنمي في 6 أكتوبر عام 2019.

## القصة
تدور أحداث القصة حول ناريوكي يويغا، وهو طالب في المدرسة الثانوية يدرس في أكاديمية إيتشينوز، حيث يقوم بتدريس من ثلاثة عباقرة في مواد مختلفة من أجل الحصول على منحة جامعية. فومينو فوروهاشي عبقري في الأدب، لكنه فظيع في الرياضيات. ريزو أوغاتا هو عبقري في الرياضيات، لكنه فظيع في الأدب وأوروكا تاكيموتو هو عبقري في المجال الرياضي، لكنه مروع في جميع المواد الأخرى.

## الشخصيات

### الشخصيات الرئيسية
ناريوكي يويغا (باليابانية: 唯我 成幸، بالروماجي: Yuiga Nariyuki)
مؤدي الصوت: ريوتا أوساكا
فومينو فوروهاشي (باليابانية: 古橋 文乃، بالروماجي: Furuhashi Fumino)
مؤدية الصوت: هاروكا شيرايشي
ريزو أوغاتا (باليابانية: 緒方 理珠، بالروماجي: Ogata Rizu)
مؤدية الصوت: ميو 
أوروكا تاكيموتو (باليابانية: 武元 うるか، بالروماجي: Takemoto Uruka)
مؤدية الصوت: سايومي سوزوشيرو
مافويو كيريسو (باليابانية: 桐須 真冬، بالروماجي: Kirisu Mafuyu)
مؤدية الصوت: لين
أسومي كومينامي (باليابانية: 小美浪 あすみ، بالروماجي: Kominami Asumi)
مؤدية الصوت: مادوكا أساهينا

### شخصيات أخرى
ساواكو سيكيجو (باليابانية: 関城 佐和子، بالروماجي: Sekijō Sawako)
مؤدية الصوت: ساوري أونيشي
ميهارو كيريسو (باليابانية: 桐須 美春، بالروماجي: Kirisu Miharu)

## وصلات خارجية
- نحن عاجزون عن الدراسة عند Shōnen Jump
- موقع الأنمي الرسمي (باليابانية)
- موقع الأنمي الرسمي (بالإنجليزية)
- نحن عاجزون عن الدراسة على موقع ANN manga (الإنجليزية)